# Rantau Api
Rantau Api is een bestuurslaag in het regentschap Tebo van de provincie Jambi, Indonesië. Rantau Api telt 2329 inwoners (volkstelling 2010).